# Званый ужин (фильм)
«Званый ужин» (другое название — «Разбитые мечты») — советский короткометражный цветной художественный фильм, поставленный на киностудии «Ленфильм» в 1953 году режиссёром Фридрихом Эрмлером.

## Сюжет
Мелкий чиновник Пётр Петрович изо всех сил старается подольститься к начальству, чтобы побыстрее сделать карьеру. Для этого он однажды придумывает свой день рождения и приглашает на ужин своего начальника. Пётр Петрович тщательно подготовился к приёму высокого гостя. Стол празднично накрыт. Ещё совсем немного подождать и... Но случается непредвиденное: дверь из комнаты в коридор неожиданно захлопывается. А ключа у него нет. Пётр Петрович, не зная,  что предпринять, в полнейшей растерянности мечется в запертой комнате. В конце концов он решает, что его затея провалилась и начинает с горя в одиночестве справлять свой выдуманный день рождения. Довольно скоро, под воздействием выпитого, язык Петра Петровича развязывается, и он начинает вслух всё более и более вдохновенно обличать своих сослуживцев. Когда же окончательно входит в раж, дверь в комнату открывается и на пороге появляются приглашённые гости. Но Пётр Петрович не видит этого. И его начальник слышит о себе такое…

## В ролях
- Игорь Ильинский — Пётр Петрович
- Нина Мамаева — его жена
- Борис Жуковский — Иван Кузьмич
- Анна Лисянская — Надежда Сергеевна

## Съёмочная группа
- Сценарий — Н. А. Строев (Владимир Масс, Александр Червинский, Фридрих Эрмлер)
- Постановка — Фридриха Эрмлера
- Режиссёр — Семён Деревенский
- Оператор — Аполлинарий Дудко
- Композитор — Гавриил Попов
- Звукооператор — Александр Беккер
- Художник — Исаак Махлис
- Второй оператор — В. Фомин
- Ассистент режиссёра — Н. Зимацкая
- Монтажёр — Евгения Маханькова
- Комбинированные съёмки:
Оператор — Михаил Шамкович
Художник — Михаил Головатинский
- Директор картины — Иосиф Поляков

## Дополнительная информация
- Сатира оказалась настолько острой, что фильм выпустили на экран лишь в 1962 году и под нейтральным названием «Званый ужин»[1].
- Позже эту миниатюру включил в свой репертуар А. И. Райкин. Её можно увидеть в фильме 1974 года «Люди и манекены».